# Oscar Piastri
Oscar Jack Piastri (* 6. dubna 2001 Melbourne) je australský závodní jezdec, který působí od roku 2023 jako pilot týmu McLaren ve Formuli 1.
V motokárách začal závodit v devíti letech. Do juniorské formule přešel v roce 2016, první titul získal o tři roky později, kdy ovládl sérii Formula Renault Eurocup. V roce 2020 vyhrál Formuli 3 a o rok později i Formuli 2, oba tituly s týmem Prema. V letech 2020 a 2021 byl členem akademie týmu Alpine, pro rok 2023 ale podepsal smlouvu s McLarenem a ve Formuli 1 se stal týmovým kolegou Landa Norrise. Debutoval v Grand Prix Bahrajnu, první pódiové umístění získal v Grand Prix Japonska. V roce 2024 vyhrál dva závody – Grand Prix Maďarska a Ázerbájdžánu – a stal se pátým australským pilotem s vyhraným závodem ve Formuli 1.
Celkem ve Formuli 1 vyhrál 7 závodů, získal 4 pole position, zajel 7 nejrychlejších kol a 20krát skončil mezi třemi nejlepšími. S McLarenem má uzavřenou smlouvu do roku 2028.

## Kariéra

### Motokáry
Piastri se narodil v australském Melbourne italsko-australským rodičům a před zahájením motokárové kariéry v roce 2011 začal závodit na národní úrovni s auty na dálkové ovládání. Poté, co se v roce 2014 stal profesionálem a zúčastnil se různých australských závodů a šampionátů, začal Piastri v následujícím roce s týmem Ricky Flynn Motorsport závodit v evropských a dalších motokárových šampionátech, které jsou pod vedením CIK-FIA. V roce 2016 se přestěhoval do Velké Británie, aby zde pokračoval v závodní kariéře, a v roce 2016 skončil v mistrovství světa v Bahrajnu na šestém místě.

### Formule 4
Na začátku roku 2016 získal Piastri svého prvního významného sponzora, společnost HP Tuners (založenou a vlastněnou jeho otcem), která mu pomohla financovat jeho závodní kariéru. To se projevilo na jeho závodní kombinéze a voze během sezony GP3 Series, F3 a F2. Později v roce 2016 Piastri debutoval v monopostu v několika závodech šampionátu Formule 4 SAE s vozem Dragon F4, kde získal dvě pódia a obsadil šesté místo v šampionátu.
V roce 2017 byl Piastri zařazen do sestavy juniorského týmu TRS Arden pro britský šampionát F4. Zde získal šest vítězství a šest pole position a skončil na druhém místě za Jamiem Carolinem.

### GP3 Series

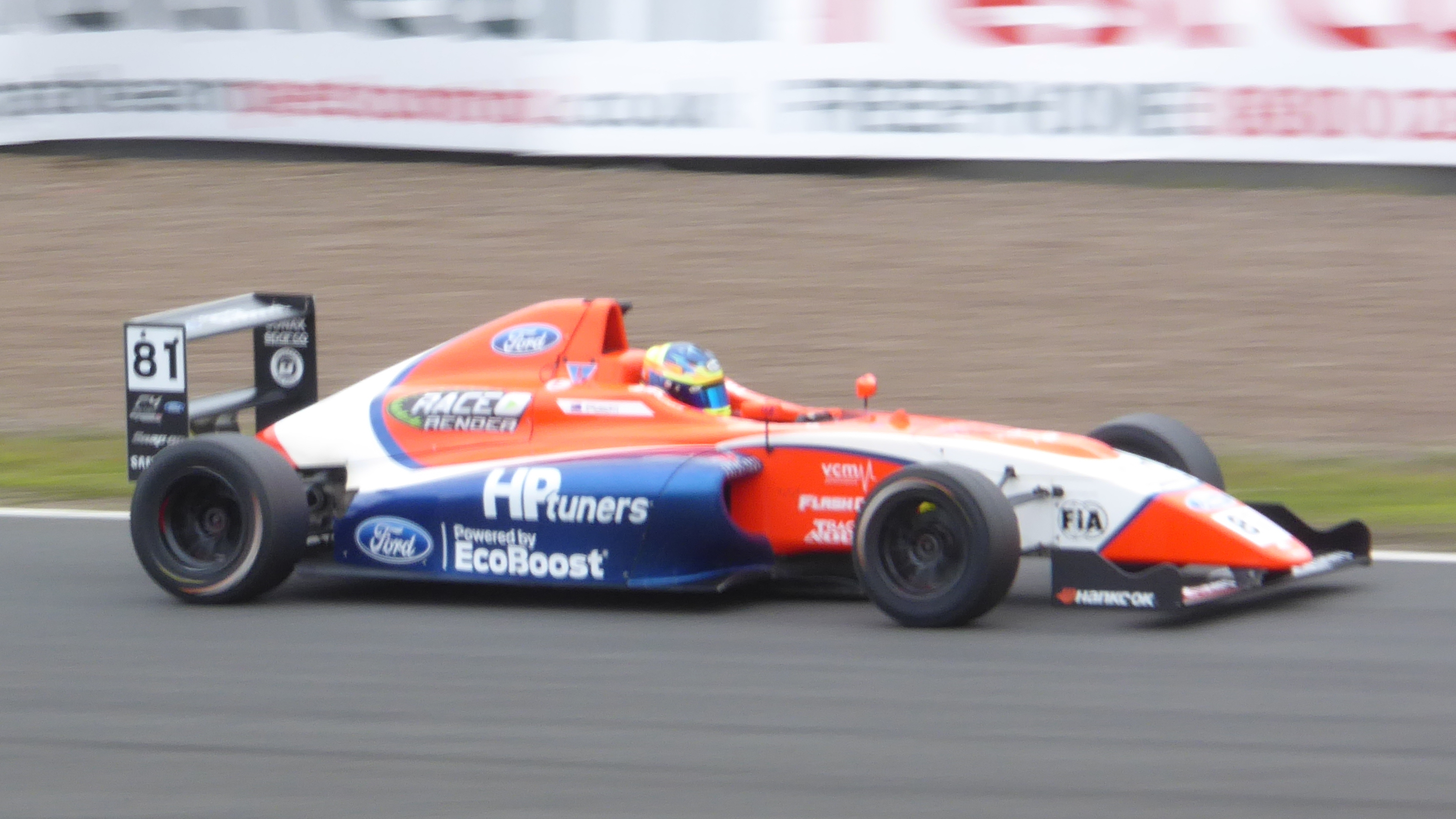
Piastri v závodu v britské F4 v roce 2017

V prosinci 2018 se Piastri zúčastnil posezóního testu na okruhu v Yas Marina s týmem Trident.

### Formula Renault Eurocup

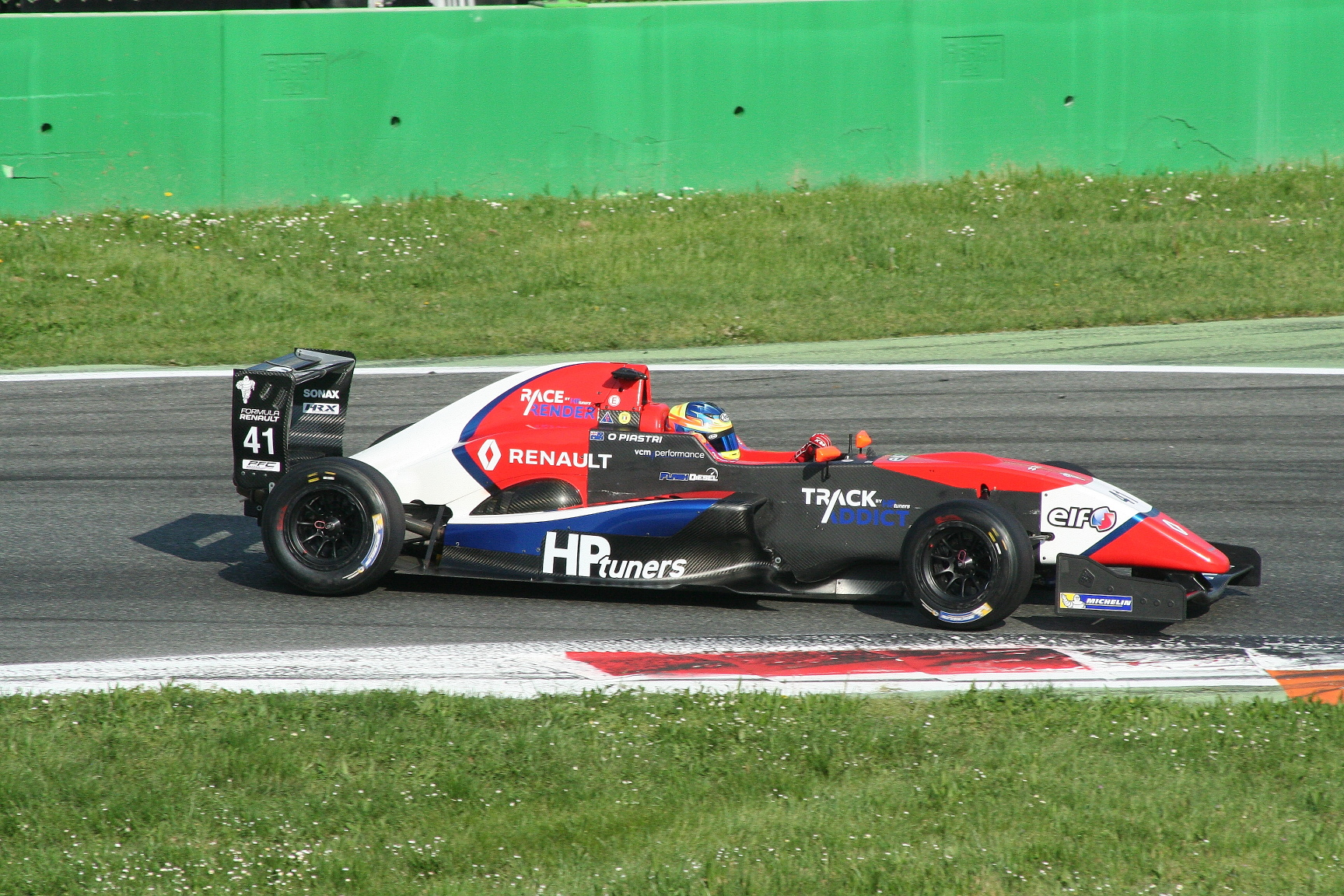
Piastri v závodu v Monze v šampionátu Formula Renault Eurocup v roce 2018

V roce 2018 Piastri debutoval v šampionátu a spojil se s Ardenem. Získal tři umístění na stupních vítězů, přičemž nejlépe skončil druhý ve druhém závodě na Hockenheimu, a sezónu zakončil na devátém místě v šampionátu.
V prosinci 2018 bylo oznámeno, že Piastri v roce 2019 přestoupí do týmu úřadujících šampionů R-ace GP. Své první vítězství v seriálu získal na okruhu v Silverstone a o den později na stejném místě zopakoval vítězství. Stal se prvním jezdcem, který v roce 2019 vyhrál tři závody, když v červenci zvítězil ve Spa-Francorchamps, a po vítězství a čtvrtém místě v závěrečném kole v Yas Marina se stal vítězem šampionátu.

### Mistrovství FIA Formule 3
V říjnu 2019 se Piastri zapojil do posezóního testování s úřadujícími šampiony Formule 3 týmu FIA Prema Racing. V lednu 2020 italská stáj podepsala s Piastrim smlouvu na nadcházející sezónu, v níž startoval společně s Loganem Sargeantem a Frederikem Vestim.
Piastri startoval do svého premiérového závodu na Red Bull Ringu ze třetího místa na startovním roštu. V první zatáčce se srazil se Sebastiánem Fernándezem, ale vyhnul se poškození a dojel si pro vítězství. V obou závodech na Hungaroringu a v prvním závodě v Silverstone obsadil Piastri třikrát po sobě druhé místo, než v následujícím sprintu na Silverstone poprvé v sezoně odstoupil, když ho zaseknutý systém DRS donutil odstoupit. Týmový kolega Sargeant převzal od Piastriho vedení v šampionátu ve druhém závodě na Silverstone poté, co se Piastri v kvalifikaci potýkal s problémy se spolehlivostí svého vozu. Do sprintového závodu v Barceloně startoval Piastri z pátého místa, ale před koncem prvního kola předjel několik vozů a ujal se vedení. Svou pozici udržel a získal své druhé vítězství. Piastri získal zpět vedení v šampionátu po pátém místě v následujícím závodě ve Spa-Francorchamps, ale po penalizaci za nedovolené předjíždění ve sprintu, který vyhrál Sargeant, opět klesl.
Piastri byl v kvalifikaci v Monze potrestán za bránění Jakea Hughese a do závodu odstartoval z 15. místa. Do konce závodu se dostal na třetí místo a využil toho, že se Sargeant dostal do kolize, a znovu se ujal vedení v šampionátu. Piastri odstoupil ze sprintového závodu poté, co ho naboural Clément Novalak, ale zároveň dostal penalizaci pěti míst na startovním roštu pro následující závod za to, že předtím vytlačil z trati Davida Beckmanna. I přes odstoupení si Piastri udržel vedení v šampionátu poté, co se jeho týmoví kolegové vzájemně srazili.
Do posledního závodu na okruhu v Mugellu se Piastri postavil na 16. místo a po dojezdu na 11. místě nebodoval. Soupeř o titul Sargeant skončil šestý, takže oba jezdci měli před závěrečným závodem shodně 160 bodů. Sargeant startoval do sprintového závodu o šest míst před Piastrim, ale po kolizi v prvním kole byl vyloučen. Piastriho jediný zbývající soupeř v boji o titul, Théo Pourchaire, nedokázal bodový rozdíl snížit a Piastri dojel sedmý a získal titul šampiona o tři body před Pourchairem a o čtyři před Sargeantem.

### Mistrovství FIA Formule 2

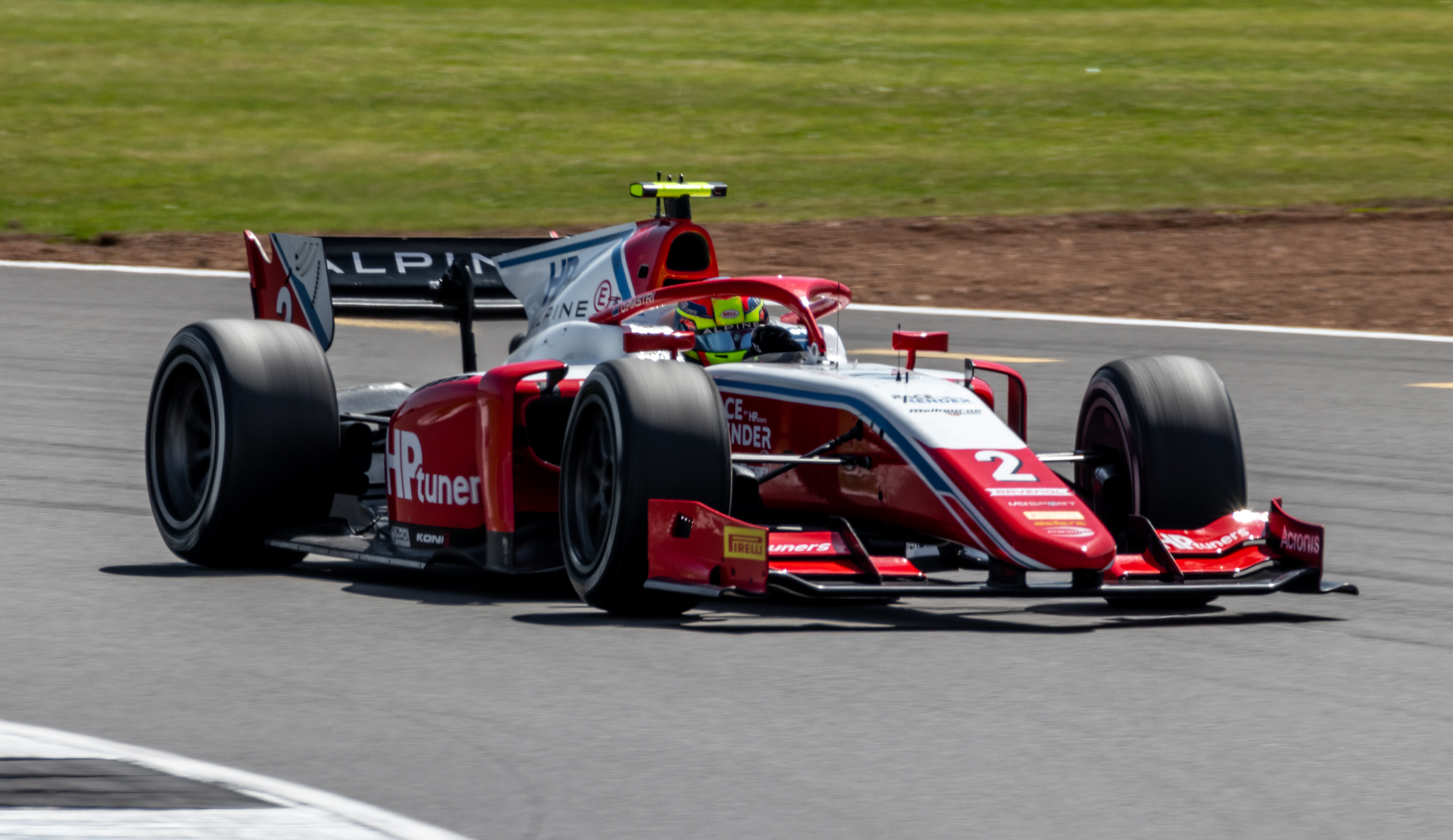
Piastri na Velké ceně Británie formule 2 2021

V prosinci 2020 Piastri oznámil, že bude v týmu Prema pokračovat ve Formuli 2, kde nahradí odcházejícího Micka Schumachera a v sezóně 2021 bude spolupracovat v týmu s Robertem Švarcmanem, členem Ferrari Driver Academy. Ve svém debutovém závodě skončil Piastri na pátém místě. Ve druhém závodě startoval Piastri ze šestého místa, postupně si vyjel další místa a v posledním kole předjel svého juniorského kolegu z týmu Alpine, juniora Čou Kuan-jü, a ujal se vedení, čímž si připsal své první vítězství v závodě Formule 2. Piastri startoval do hlavního závodu z osmého místa, ale ve 13. kole z 32 se dostal do vedení. Později byl nucen odstoupit poté, co se dostal do kontaktu s Danem Ticktumem a dvě kola před koncem se roztočil. Piastri v monackém závodě obsadil po sobě jdoucí druhé místo a v pořadí šampionátu se umístil na druhém místě za Čouem.
Piastri odstoupil z prvního sprintu v Baku po kolizi v prvním kole, ale v hlavním závodě skončil druhý. V Silverstone si vyjel pole position a po šestém místě v prvním sprintovém závodě se ujal vedení v šampionátu. V závěru čtvrtého kola vedl šampionát o pět bodů před Čouem. V Monze si Piastri připsal své první vítězství v seriálu, které zahrnovalo bitvu v 25. kole se Zhouem, a v Soči zvýšil své vedení v šampionátu další pole position a vítězstvím. Piastri se stal po Jürim Vipsovi druhým jezdcem, který v této sezóně vyhrál dva závody během jednoho víkendu, když ve druhém sprintu v Džiddě dojel první a v době přerušení hlavního závodu vedl. Australan získal titul díky umístění na stupních vítězů v prvním závodě v Yas Marina, a stal se tak třetím jezdcem, který vyhrál šampionát ve své nováčkovské sezóně. Svou sezónu završil vítězstvím v hlavním závodě, čtvrtým v řadě, což znamenalo, že Piastri vyhrál šest závodů, více než kterýkoli jiný jezdec v této sezóně.
Piastri se svým prvenstvím zařadil do společnosti Nica Rosberga, Lewise Hamiltona, Nica Hülkenberga, Charlese Leclerca a George Russella, kteří jako jediní získali titul v GP2/F2 ve své nováčkovské sezóně. Stal se také teprve pátým jezdcem po Hamiltonovi, Hülkenbergovi, Leclercovi a Russellovi, který vyhrál titul GP3/F3 a v následujícím roce titul GP2/F2, a prvním jezdcem, který získal tři po sobě jdoucí tituly v šampionátech napájecích sérií F1, když v roce 2019 získal titul ve Formula Renault Eurocup.

### Formule 1
Piastri se připojil k akademii Renault Sport Academy v lednu 2020. Poté, co si Piastri zajistil účast v šampionátu FIA Formule 3 v roce 2020, byl týmem Renault F1 odměněn za své úsilí testem mladých jezdců v Bahrajnu 31. října 2020 společně s dalšími jezdci Renault Sport Academy Christianem Lundgaardem a Kuan-jü Čou. V sezóně 2021 se Piastri ocitl v přejmenované Alpine Academy po boku Čoua, Lundgaarda, Victora Martinse a Caio Colleta.
Piastri byl rezervním jezdcem týmu Alpine v šampionátu Formule 1 v roce 2022. Piastri působil také jako rezervní jezdec týmu McLaren. Během sezony testoval vozy F1 na různých tratích po celém světě.
Od června 2022 se hovořilo o tom, že by Piastri nahradil ve Williamsu v sezóně 2023 Nicholase Latifiho. Podle magazínu The Race se Alpine dohodl na zapůjčení Piastriho do Williamsu, aby získal cenný čas ve vozu F1 a zároveň nejspíš nebyl přímým konkurentem jezdců týmu Alpine. Očekávalo se, že oznámení o tomto přesunu bude učiněno do Grand Prix Velké Británie 2022. Nakonec však poté, co Fernando Alonso 1. srpna oznámil svůj odchod do Astonu Martin, oznámil následující den tým Alpine příchod Piastriho jako druhého jezdce pro sezonu 2023 vedle Estebana Ocona. Ten ale krátce po vydání tiskové zprávy na Twitteru uvedl, že s týmem žádnou smlouvu nepodepsal a že za Alpine v roce 2023 jezdit nebude. Důvodem byl jeho plánovaný přestup do týmu McLaren, se kterým Piastri podepsal smlouvu 4. července 2022. Alpine s takovým postupem nesouhlasil a oponoval, že s Piastrim má stále platnou smlouvu a že tak musí v týmu zůstat. Alpine rovněž nechal u Komise pro uznávání smluv FIA (CRB) posoudit, s kým má jezdec platnou smlouvu. Komise následně jednoznačně potvrdila, že Piastri má jedinou platnou smlouvu, a to s týmem McLaren. Oscar Piastri tak v roce 2023 v týmu nahradil Daniela Ricciarda, se kterým se McLaren rozhodl rozvázat smlouvu.

## Osobní život
Jeho partnerkou je Lily Zneimerová, se kterou se seznámil na střední škole ve Velké Británii. Spolu jsou od roku 2018.

## Výsledky
| Legenda k tabulce | Legenda k tabulce                                                                       |
| Barva             | Výsledek                                                                                |
| ----------------- | --------------------------------------------------------------------------------------- |
| Zlatá             | Vítěz                                                                                   |
| Stříbrná          | 2. místo                                                                                |
| Bronzová          | 3. místo                                                                                |
| Zelená            | Bodované umístění                                                                       |
| Modrá             | Nebodované umístění                                                                     |
| Modrá             | Dokončil neklasifikován (NC)                                                            |
| Fialová           | Odstoupil (Ret)                                                                         |
| Červená           | Nekvalifikoval se (DNQ)                                                                 |
| Červená           | Nepředkvalifikoval se (DNPQ)                                                            |
| Černá             | Diskvalifikován (DSQ)                                                                   |
| Bílá              | Nestartoval (DNS)                                                                       |
| Bílá              | Závod zrušen (C)                                                                        |
| Světle modrá      | Pouze trénoval (PO)                                                                     |
| Světle modrá      | Páteční testovací jezdec (TD)                                                           |
| Bez barvy         | Netrénoval (DNP)                                                                        |
| Bez barvy         | Vyřazen (EX)                                                                            |
| Bez barvy         | Nepřijel (DNA)                                                                          |
| Bez barvy         | Odvolal účast (WD)                                                                      |
| Bez barvy         | Nezúčastnil se (prázdné)                                                                |
| Označení          | Význam                                                                                  |
| Tučnost           | Pole position                                                                           |
| Kurzíva           | Nejrychlejší kolo                                                                       |
| †                 | Jezdec nedojel do cíle, ale byl klasifikován, protože odjel více než 90 % délky závodu. |
| ‡                 | Byl udělován poloviční počet bodů, protože bylo odjeto méně než 75 % délky závodu.      |
| Horní index       | Umístění bodujících jezdců ve sprintu                                                   |

### Motokárová kariéra
| Sezóna | Série                                                                     | Tým                       | Umístění  |
| ------ | ------------------------------------------------------------------------- | ------------------------- | --------- |
| 2014   | Australské národní mistrovství ve sprintu motokár — Junior Clubman        |                           | 2. místo  |
| 2014   | Australské národní mistrovství ve sprintu motokár — Junior National Light |                           | 8. místo  |
| 2014   | Mezinárodní finále IAME — X30 Junior                                      |                           | 3. místo  |
| 2015   | Australský motokárový šampionát — KF3                                     |                           | 3. místo  |
| 2015   | WSK Super Master Series — KFJ                                             | ASBL Karting Club Condroz | 80. místo |
| 2015   | Mistrovství Evropy CIK-FIA — KFJ                                          | Cancelli, Franku          | 26. místo |
| 2016   | WSK Champions Cup — OKJ                                                   | Ricky Flynn Motorsport    | 29. místo |
| 2016   | Zimní pohár jižní Gardy — OKJ                                             | Ricky Flynn Motorsport    | 10. místo |
| 2016   | WSK Super Master Series — OKJ                                             | Ricky Flynn Motorsport    | 12. místo |
| 2016   | Německý motokárový šampionát — Junior                                     | Ricky Flynn Motorsport    | 77. místo |
| 2016   | Mistrovství Evropy CIK-FIA — OKJ                                          | Ricky Flynn Motorsport    | 16. místo |
| 2016   | Finálový pohár WSK — OKJ                                                  | Ricky Flynn Motorsport    | 8. místo  |
| 2016   | Mistrovství světa CIK-FIA — OKJ                                           | Ricky Flynn Motorsport    | 6. místo  |

### Závodní kariéra
| Sezóna  | Série                      | Tým                         | Závody           | Vítězství        | PP               | NK               | Pódia            | Body             | Umístění         |
| ------- | -------------------------- | --------------------------- | ---------------- | ---------------- | ---------------- | ---------------- | ---------------- | ---------------- | ---------------- |
| 2016–17 | Formula 4 UAE Championship | Dragon F4                   | 11               | 0                | 0                | 0                | 2                | 94               | 6. místo         |
| 2017    | F4 British Championship    | TRS Arden Junior Team       | 30               | 6                | 6                | 5                | 13               | 376,5            | 2. místo         |
| 2017    | Formula Renault NEC        | Arden Motorsport            | 2                | 0                | 0                | 0                | 0                | 26               | 21. místo        |
| 2018    | Formula Renault Eurocup    | Arden Motorsport            | 20               | 0                | 0                | 0                | 3                | 110              | 8. místo         |
| 2018    | Formula Renault NEC        | Arden Motorsport            | 8                | 0                | 0                | 0                | 0                | 0                | —                |
| 2019    | Formula Renault Eurocup    | R-ace GP                    | 19               | 7                | 5                | 6                | 11               | 320              | 1. místo         |
| 2020    | FIA Formule 3              | Prema Racing                | 18               | 2                | 0                | 4                | 6                | 164              | 1. místo         |
| 2021    | FIA Formule 2              | Prema Racing                | 23               | 6                | 5                | 6                | 11               | 252,5            | 1. místo         |
| 2022    | Formule 1                  | BWT Alpine Formula One Team | Testovací jezdec | Testovací jezdec | Testovací jezdec | Testovací jezdec | Testovací jezdec | Testovací jezdec | Testovací jezdec |
| 2022    | Formule 1                  | McLaren F1 Team             | Rezervní jezdec  | Rezervní jezdec  | Rezervní jezdec  | Rezervní jezdec  | Rezervní jezdec  | Rezervní jezdec  | Rezervní jezdec  |
| 2023    | Formule 1                  | McLaren F1 Team             | 22               | 0                | 0                | 2                | 2                | 97               | 9. místo         |
| 2024    | Formule 1                  | McLaren F1 Team             | 24               | 2                | 0                | 1                | 8                | 292              | 4. místo         |
| 2025    | Formule 1                  | McLaren F1 Team             | 14               | 6                | 4                | 4                | 12               | 284*             | 1. místo*        |

### Kompletní výsledky ve Formuli 1
| Rok  | Tým             | Šasi          | Motor                                      | 1       | 2      | 3     | 4      | 5      | 6       | 7      | 8      | 9      | 10    | 11    | 12       | 13     | 14     | 15    | 16    | 17     | 18      | 19    | 20     | 21     | 22    | 23     | 24     | Body | Umístění  |
| ---- | --------------- | ------------- | ------------------------------------------ | ------- | ------ | ----- | ------ | ------ | ------- | ------ | ------ | ------ | ----- | ----- | -------- | ------ | ------ | ----- | ----- | ------ | ------- | ----- | ------ | ------ | ----- | ------ | ------ | ---- | --------- |
| 2023 | McLaren F1 Team | McLaren MCL60 | Mercedes-AMG F1 M14 E Performance 1,6 V6 t | BHR Ret | SAU 15 | AUS 8 | AZE 11 | MIA 19 | MON 10  | ESP 13 | CAN 11 | AUT 16 | GBR 4 | HUN 5 | BEL Ret2 | NED 9  | ITA 12 | SIN 7 | JPN 3 | QAT 21 | USA Ret | MXC 8 | SAP 14 | LVG 10 | ABU 6 |        |        | 97   | 9. místo  |
| 2024 | McLaren F1 Team | McLaren MCL38 | Mercedes-AMG F1 M15 E Performance 1,6 V6 t | BHR 8   | SAU 4  | AUS 4 | JPN 8  | CHN 87 | MIA 136 | EMI 4  | MON 2  | CAN 5  | ESP 7 | AUT 2 | GBR 4    | HUN 1  | BEL 2  | NED 4 | ITA 2 | AZE 1  | SIN 3   | USA 5 | MXC 8  | SAP 82 | LVG 7 | QAT 31 | ABU 10 | 292  | 4. místo  |
| 2025 | McLaren F1 Team | McLaren MCL39 | Mercedes-AMG F1 M16 E Performance 1,6 V6 t | AUS 9   | CHN 12 | JPN 3 | BHR 1  | SAU 1  | MIA 12  | EMI 3  | MON 3  | ESP 1  | CAN 4 | AUT 2 | GBR 2    | BEL 12 | HUN 2  | NED   | ITA   | AZE    | SIN     | USA   | MXC    | SAP    | LVG   | QAT    | ABU    | 284* | 1. místo* |